# Voima (isbrytare, 1916)
Voima (tidigare Shtorm under byggnadsskedet, slutligen Malygin) var en isbrytare som användes av den finska flottan under andra världskriget. Fartyget byggdes ursprungligen i Tallinn för rysk räkning. Fartyget färdigställdes inte ordentligt förrän den finländska regeringen köpte fartyget 1923. Fartyget döptes om till Voima.
Under det andra världskriget kom hon att användas som hjälpkanonbåt. Efter kriget gavs fartyget till Sovjetunionen där hon tjänade fram tills år 1971 under namnet Malygin.

## Namnet
Voima är finska för "styrka" eller "kraft". De finländska isbrytarna har oftast ett namn som anspelar på styrka.